# سوپر جام فوتبال اوکراین
 سوپر جام فوتبال اوکراین  (به اوکراینی: Суперкубок України) مسابقه‌ای است که سالانه مابین قهرمان لیگ برتر فوتبال اوکراین و قهرمان جام حذفی فوتبال اوکراین برگزار می‌شود.
باشگاه فوتبال دینامو کیف با ۵ قهرمانی پرافتخارترین تیم این سری مسابقات به حساب می‌آید.

## پرافتخارترین باشگاه‌ها
| باشگاه        | قهرمانی |
| دینامو کیف    | ۵       |
| شاختار دونتسک | ۳       |